# Merkare
Merkare je bil faraon Trinajste egipčanske dinastije, ki je vladala v drugem vmesnem obdobju Egipta. Vladal je malo časa med letoma 1663 in 1649 pr. n. št. 

## Vladanje
Kot faraon Trinajste dinastije je vladal Gornjemu Egiptu iz Teb ali Srednjemu in Gornjemu Egiptu iz Memfisa. V vzhodni delti Nila je takrat vladala Štirinajsta dinastija. 
Po mnenju egiptologa Kima Ryholta je v kratkem obdobju od leta 1663 pr. n. št. do 1649 pr. n. št. vladalo kar sedemnajst faraonov. Ryholt in Manfred Bietak sta prepričana, da je bila nestabilnost posledica dolgega obdobja lakote  in morda kuge, ki je razsajala najmnanj v delti Nila in trajala do konca  Trinajste in Štirinajste dinastije okoli leta 1650 pr n. št. Šibka oblast v obeh kraljestvih bi lahko pojasnila zelo hiter vzpon Hiksov okoli leta 1650 pr. n. št.

## Dokazi
Merkarejev edini dokaz je Torinski seznam kraljev, sestavljen v ramzeškem obdobju. Po Ryholtovem mnenju je njegov priimek v 18. vrstici 8. kolone seznama (Gardinerjev vnos 7.23) Papirus je na delu, ki pokriva pozno Trinajsto dinastijo, zelo poškodovan, zato se dolžine Merkarejevega vladanja ne da ugotoviti. 
Neznan je tudi natančen kronološki položaj Merkarejevega vladanja. Po Ryholtu je bil 48. faraon Trinajste dinastije, po von Beckerathu pa 47.